# Karl Schweigger
Karl Ernst Theodor Schweigger, född 28 oktober 1830 i Halle an der Saale, död 24 augusti 1905 i Berlin, var en tysk oftalmolog. Han var son till Johann Salomo Christoph Schweigger. 
Schweigger studerade medicin i Erlangen och Halle an der Saale och blev 1852 medicine doktor. Han var därefter assistent hos Peter Krukenberg vid medicinska kliniken i Halle, inriktade sig på auskultation och perkussion samt blev där privatdocent. Han studerade därefter mikroskopisk anatomi hos Heinrich Müller i Würzburg och var därefter assistent hos Albrecht von Graefe i Berlin intill 1865. År 1868 blev han professor i oftalmologi vid Göttingens universitet, men återvände 1871 till Berlin, där han efterträdde Graefe som direktor för Charitésjukhusets ögonklinik och 1873 även blev ordinarie professor i oftalmologi vid Berlins universitet. 
Schweigger är mest känd för sina mikroskopisk-patologiska undersökningar av ögat. Han författade Vorlesungen über den Gebrauch des Augenspiegels (1864), Handbuch der speziellen Augenheilkunde (femte upplagan, 1885), Klinische Untersuchungen über das Schielen (1881) och redigerade Sehproben (1876, 48 tavlor). Han var från 1879 tillsammans med Hermann Jakob Knapp utgivare av "Archiv für Augenheilkunde".